# Clase Tench

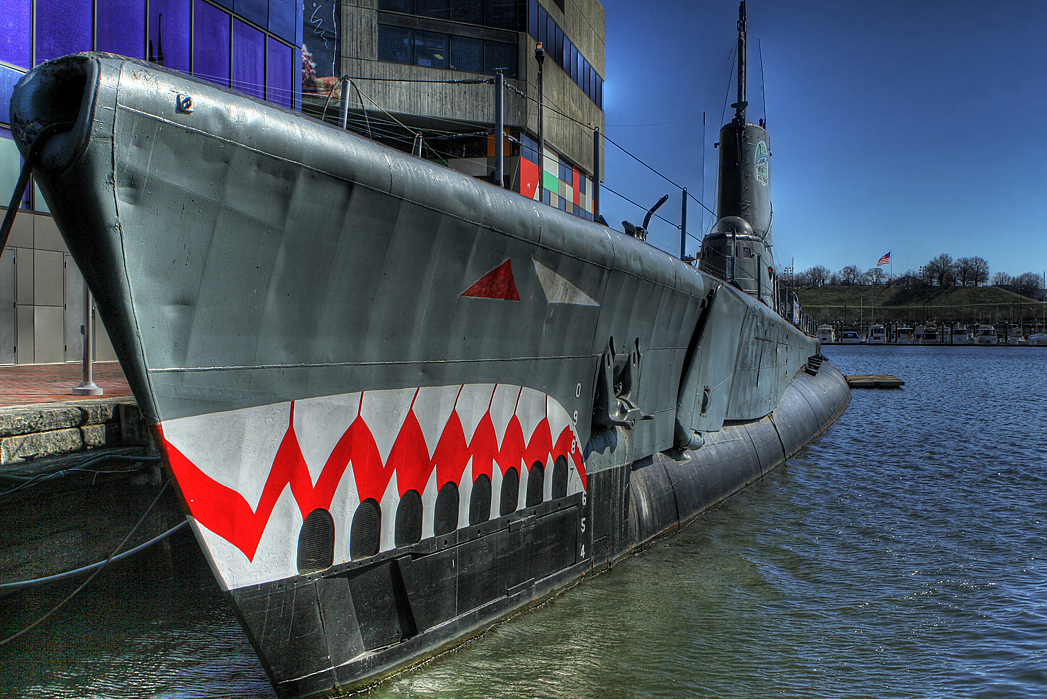
USS Torsk (SS-423), uno de los tres submarinos de la clase Tench conservados.

La clase Tench fue un diseño de submarino utilizado por la Armada de los Estados Unidos que apareció durante los momentos finales de la Segunda Guerra Mundial y que constituyó una evolución de las anteriores clase Gato y clase Balao, con un desplazamiento ligeramente mayor, una distribución de los compartimentos internos mejorada, y una construcción más recia.
Se pensó inicialmente en construir 146 de ellos, pero 115 fueron cancelados cuando se vio que no serían necesarios para conseguir la derrota de Japón; los 31 restantes entraron en servicio entre 1944 y 1951, y algunos de ellos fueron posteriormente modificados en el programa GUPPY, y/o cedidos a marinas extranjeras.
En la actualidad se conservan tres de ellos cómo buques museo: el USS Requin (SS-481) en el Centro de Ciencia Carnegie en Pittsburgh, Pensilvania, el USS Torsk (SS-423) amarrado en el Muelle Tres en el Puerto de Baltimore, Maryland –los dos del tipo original–, y el USS Thornback (SS-418) vendido al Museo Rahmi M. Koç, en el Cuerno de Oro, Estambul
- Wikimedia Commons alberga una categoría multimedia sobre Clase Tench.

- Datos: Q2714941
- Multimedia: Tench class submarines / Q2714941